# Mifunes sidste sang
Mifune (Mifunes sidste sang em dinamarquês) é o terceiro filme feito de acordo com as regras do Dogma 95. Foi feito em 1999 pelo diretor Søren Kragh-Jacobsen.546